# Sphecozone capitata
Sphecozone capitata là một loài nhện trong họ Linyphiidae. Loài này được phát hiện ở Peru.